# Joey (album)
 For alternative betydninger, se Joey. (Se også artikler, som begynder med Joey)
Joey er et det sjette studiealbum af den danske sanger og sangskriver Joey Moe. Det udkom den 15. september 2014 på disco:wax. Albummet er sangerens første dansksprogede album siden Midnat (2012), og er det første album hvor Nik & Jay ikke medvirker. Om albummet har Joey Moe udtalt: "Det viser en mere ærlig og blottet side af mig selv. Inden vi gik i gang, havde jeg planlagt ned til mindste detalje, hvordan det skulle lyde, og hvordan coveret skulle se ud. Man kan godt sige, at vi har slebet og pudset diamanten denne gang."
Forud for albummet udkom singlen "Million" den 19. maj 2014. Singlen har modtaget guld for download og dobbelt-platin for streaming, og var det 7. mest downloadede og streamede track i 2014. Den 23. september 2014 udkom albummets anden single, "Klar på mig nu". Singlen handler ifølge Joey Moe om at, "Bare fordi man har løftet et par håndvægte og er blevet spillet i radioen, så er man pludseligt syyyygt interessant. Det blev jeg nødt til at lave en sang om." Singlen har modtaget platin for 60.000 downloadede og streamede enheder.
Albummet modtog platin-certificeringen i november 2015 for 20.000 enheder, og i november 2018 blev det certificeret 2x platin for 40.000 enheder.

## Spor
Alle sange er skrevet af Joey Moe, Ole Brodersen, og Kasper Larsen, undtagen hvor noteret.
| #   | Titel                                                                   | Længde |
| --- | ----------------------------------------------------------------------- | ------ |
| 1.  | "Klar på mig nu" (Moe, Brodersen, Larsen, Daniel Durn, Sebastian Owens) | 3:46   |
| 2.  | "Million"                                                               | 3:04   |
| 3.  | "Du skylder mig et hjerte"                                              | 3:20   |
| 4.  | "Elsk mig nu"                                                           | 3:42   |
| 5.  | "Hvis det ik' skal være os" (Moe, Brodersen, Larsen, Burhan Genc)       | 2:58   |
| 6.  | "Når alt kommer til alt"                                                | 3:09   |
| 7.  | "Ik' i dag" (Moe, Brodersen, Larsen, Zenia Jeanine)                     | 3:25   |
| 8.  | "Forevigt er for lidt"                                                  | 3:21   |
| 9.  | "Guldfeber" (Moe, Brodersen, Larsen, Hooman Beats, Poul Krebs)          | 3:16   |
| 10. | "Alene hjemme" (Moe, Brodersen, Larsen, Hooman Beats)                   | 4:15   |

Noter
- "Guldfeber" indeholder tekstudrag fra "For enden af regnbuen" af Poul Krebs.

## Hitlister og certificeringer
| Hitliste (2014)        | Højeste placering |
| ---------------------- | ----------------- |
| Danmark (Album Top-40) | 1                 |

| Hitliste (2014) | Placering |
| --------------- | --------- |
| Danmark         | 19        |
| Hitliste (2015) | Placering |
| Danmark         | 16        |
| Hitliste (2016) | Placering |
| Danmark         | 50        |

| Land (Organisation) | Certificering |
| ------------------- | ------------- |
| Danmark (IFPI)      | 2x Platin     |